# Coll de Fillols
El Coll de Fillols és una collada dels contraforts nord-orientals del Massís del Canigó, a 797,4 metres d'altitud, en el límit dels termes comunals de Fillols i de Taurinyà, tots dos a la comarca del Conflent, de la Catalunya del Nord.
Està situat a la zona nord-est del terme de Fillols, al nord-est del poble d'aquest nom, i a l'oest del de Taurinyà, a prop al sud-oest del segon poble.